# ارا (تگزاس)
ارا (به انگلیسی: Era) یک منطقهٔ مسکونی در ایالات متحده آمریکا است که در شهرستان کوک، تگزاس واقع شده‌است.